# إميل كروز
إميل كروز (بالسويدية: Emil Kruse)‏ هو لاعب هوكي الجليد سويدي، ولد في 21 مارس 1995 في السويد.

## وصلات خارجية
- إميل كروز على موقع EliteProspects.com (الإنجليزية)
- إميل كروز على موقع HockeyDB.com (الإنجليزية)